# مهرجان إلومينا

مهرجان إلومينا هو مهرجان سنوي لموسيقى الحجرة يقام في البرازيل.
يجمع المهرجان بين هدف إنتاج موسيقى كلاسيكية راقية مهمة إجتماعيًا عميقة الجذور. يجتمع العازفون المنفردون المحترفون من جنسيات متعددة في مكان منعزل في المناطق الريفية البرازيلية ، بحيث يتواصلون ويتعاونون مع مجموعة مختارة من المواهب المحلية الشابة المتميزة في بداية حياتهم المهنية.
من خلال سلسلة من البروفات وورش العمل والدروس الرئيسية يستعد جميع الموسيقيين معًا، لمجموعة من الحفلات الموسيقية المفتوحة للجمهور المجانية، والتي هدفها هو جلب موسيقى الحجرة إلى الجماهير التي كان من الممكن أن يكون الوصول إليهم محدودًا. يستفيد كل من العازفين المنفردين والزملاء على دَخِلْ بعضهم البعض، فهي تجربة توفر تعزيز مهني لمهن الخريجين.
يقوم المهرجان على أساس غير ربحي ويعتمد على المانِحين والرعاة والداعمين من أجل الاستدامة المالية.

## لمحة تاريخية
أقيم المهرجان الذي أسسته عازفة الكمان الأمريكية والمديرة الفنية جينيفر ستوم ، نسخته الأولى في مدينة ساو بينتو دو سابوكاي ، في يناير 2015.  شمل العازفين المنفردين المدعوين للنسخة الأولى كريستيان بودو وجوزيف كونيرز وجيوفاني غنوشي وإستر هوب وألكسندرا سوم.
أقيمت حفلات موسيقية في ساو بينتو دو سابوكاي وكامبو دو جورداو وشمِلت أعمالًا من قِبَل توماس أديس، وأنطون أرينسكي، وماركوس بالتر، وهاينريش إغناز فرانز بيبر، ويوهانس برامز وأوزفالدو جوليوف ،جواكّينو روسّيني ، وفرانز شوبرت،وبرايت شنغ ،ودميتري شوستاكوفيتش ،ريف فون ويليامز، وهيتور فيلا لوبوس.
خريجو الطبعة الأولى ذهبوا إلى وظائف مهنية جديدة في الموسيقى الكلاسيكية، وتم قبولهم في بعض الشركات الموسيقية والبرامج الموسيقية الرائدة في العالم.

## نسخة 2016
النسخة الثانية من المهرجان أقيمت في ولاية ساو باولو في الفترة من 02 إلى 10 يناير 2016. حضر 7 عازفين منفردين دوليين و 20 زميلًا.
أقيمت 3 حفلات موسيقية: الأولى في مزرعة سيرينها، موطن المهرجان في عام 2016، لجمهور من أفراد المجتمع المحلي وعمَّال المزارع. التالية في كنيسة بيراكايا المركزية ، مزرعة البلدة المجاورة ، مرة أخرى لجمهور محلي يفتقر إلى أي فرص منتظمة للموسيقى الكلاسيكية . 
كان الأداء النهائي إقامة لموسيقى الحجرة طوال اليوم في متحف ساو باولو للفّن، يتكون من الحفل الختامي للمهرجان إضافةً إلى الحفلات الموسيقية المنتشرة في جميع أنحاء المتحف والمناطق العامة، بما في ذلك أفينيدا باوليستا، الطريق الرئيسي في ساو باولو.
كانت جميع الحفلات الموسيقية مجانية وحضرتها جميعها، مع المطالبة بتذاكر الحفل النهائي في غضون ساعة من إتاحتها. تلقى المهرجان تغطية واسعة من خلال البث ووسائل الإعلام المطبوعة، وكذلك عبر الإنترنت، بما في ذلك Cultura وخدمة الإذاعة العامة في ساو باولو و ريد جلوبو و أو استاداو دي ساو باولو .
تم تشكيل شراكات مع الثقافة الفنية ومؤسسة مينيرفا للفنون، وتم عقد حملات لجمع التبرعات في ساو باولو ولندن للحفاظ على العمليات القابلة للتطبيق من الناحية المالية. تم القيام بالمهرجان في حدود الميزانية.
كما تم قبول خريجي الدورة الثانية لاحقًا في بعض الأعمال الكونسيرية الرائدة في العالم، بما في ذلك جامعة موزارتيوم سالزبورغ.

## موسيقيون شاركوا في المهرجان
من بين الموسيقيين الذين شاركوا في المهرجان وشاركوا فيه ما يلي:
- جينيفر ستوم (الولايات المتحدة الأمريكية) - فيولا والمديرة الفنية

- كريستيان بودو (البرازيل) - بيانو
- جوزيف كونيرز (الولايات المتحدة الأمريكية) - دبل باس
- جيوفاني جنوكي (إيطاليا) - التشيلو
- جوليا غارتمان (ألمانيا) - فيولا
- إستر هوب (سويسرا) - كمان
- تاي موراي (الولايات المتحدة الأمريكية) - كمَان
- ألكسندرا سوم (فرنسا) - كمَان